# Piotrowice
Piotrowice là một ngôi làng ở Ba Lan trong vùng Mazowieckie, ở Otwocki, thuộc xã Karczew, trong vùng dân tộc học Urzecze. Nó nằm trên đường tỉnh số 801 gần giao lộ với đường cao tốc 50. Có một hồ trong làng.

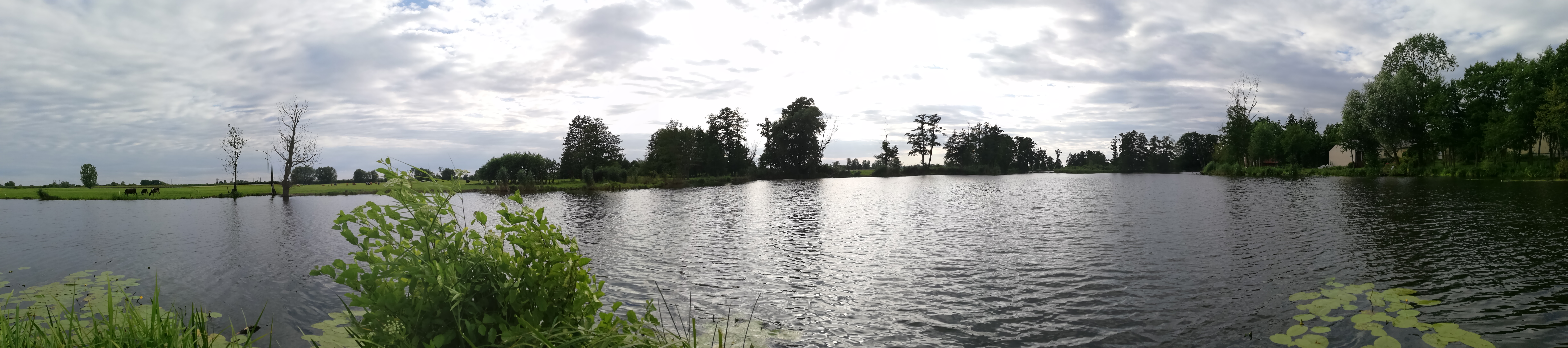
Toàn cảnh hồ